# 埼玉県道132号宮原停車場線
埼玉県道132号宮原停車場線（さいたまけんどう132ごう みやはらていしゃじょうせん）は、埼玉県さいたま市北区に設定されている県道である。

## 路線概要
- 起点：宮原停車場
- 終点：埼玉県道164号鴻巣桶川さいたま線交点
- 総距離：106m

## 通過する自治体
- 埼玉県
  - さいたま市（北区）

## 接続・交差する主な道路
- 埼玉県道164号鴻巣桶川さいたま線

## 交通量
平日24時間交通量（平成27年度道路交通センサス）
- さいたま市北区宮原町3-318：3993

## 沿線
- JR高崎線 宮原駅
- さいたま市北区役所 宮原支所